# Curtain Call: The Hits
Curtain Call (The Hits 2005) är ett album av Eminem. Släppt den 6 december, 2005.

## Låtlista
1. Intro 0:33 (intro för "FACK")
2. FACK 3:24
3. The Way I Am 4:50 (från Marshall Mathers Lp)
4. My Name Is 4:27 (från Slim Shady LP)
5. Stan 6:43 (från Marshall Mathers LP
6. Lose Yourself 5:25 (från 8 Mile)
7. Shake That Feat Nate Dogg (Exclusive) 4:32
8. Sing For The Moment 5:40 (från The Eminem Show)
9. Without Me 4:50 (från Eminem Show)
10. Like Toy Soldiers 4:54 (från Encore)
11. The Real Slim Shady 4:43 (från Marshall Mathers Lp)
12. Mockingbird 4:10 (från Encore)
13. Guilty Conscience Feat. Dr. Dre 3:19 (från Slim Shady LP)
14. Cleanin' Out My Closet 4:57 (från Eminem Show)
15. Just Lose It 4:06 (från Encore)
16. When I'm Gone (Exclusive) 4:40
17. Stan Feat. Elton John (Live Bonus Track) 6:19 (från 2001 Grammys)

### Bonusskiva i Stan's Mixtape
1. Dead Wrong With Notorious B.I.G. 4:57 (en gästsång)
2. Role Model 3:25 (från Slim Shady Lp)
3. Kill You 4:24 (från Marshall Mathers Lp)
4. Shit On You With D-12 5:28 (singel)
5. Criminal 5:12 (från Marshall Mathers Lp)
6. Renegade Feat Jay-Z 5:36 (gästsång)
7. Just Don't Give A **** 4:00 (från Slim Shady Lp)